# Marie de Limoges
Marie de Limoges (1260 - entre juin 1290 et février 1291), vicomtesse de Limoges (1263-1290/1291) est la fille unique et héritière du vicomte Guy VI le Preux. Dernière représentante de la famille vicomtale de Limoges, son mariage avec le futur duc Arthur II de Bretagne fait passer en 1275 la vicomté de ce nom dans la maison de Bretagne.

## Biographie
Née en 1260, Marie n'a que 3 ans en 1263 à la mort de son père le vicomte Guy VI le Preux, lorsqu'elle hérite de la vicomté de Limoges. La très jeune héritière est alors placée sous la tutelle de sa mère, Marguerite de Bourgogne.
La vicomtesse est d'abord fiancée en 1269 à Robert de Clermont, fils de Louis IX, roi de France, mais ce projet est plus tard abandonné.
Elle épouse à Tours en 1275 Arthur (1262-1312), alors petit-fils de Jean Ier le Roux, duc de Bretagne et héritier du duché de Bretagne après son père, le futur duc Jean II, lui apportant en dot la vicomté de Limoges.
Trois fils sont issus de cette union :
- Jean III le Bon (1286-1341), duc de Bretagne (1312-1341) et vicomte de Limoges (1300-1314) ;
- Guy (1287-1331), vicomte de Limoges (1314-1317), puis comte de Penthièvre ;
- Pierre (1289-1312).

Pendant longtemps, la mort de Marie de Limoges fut datée entre juin 1290 et février 1291,. Parmi des études récentes, sa mort a été confirmée comme étant intervenue au cours de l'année 1290 et non en 1291. L'année de 1291 - précisément le 21 février - a été retenue du fait de deux arrêts judiciaires faisant état de sa mort, publié le jour même.
La vicomtesse Marie est inhumée au couvent des cordeliers d'Exideuil .
Devenu veuf, Arthur se remarie en 1294 avec la reine douairière d'Écosse Yolande de Dreux, comtesse de Montfort et devient duc de Bretagne en 1305.